# テミス (衛星)
テミス（Themis）は、ウィリアム・ヘンリー・ピッカリングにより存在が発表されたが、実際には存在しなかった土星の衛星。

## 概説
ピッカリングは、1904年4月17日から7月8日までに撮影した写真乾板のうち13枚に、未発見の衛星が写っていることを見出した。そして、ギリシア神話に登場する掟の女神テミスにちなんで名前をつけ、1905年4月28日に土星の10番目の衛星として発表した。しかし、これは後から観測ミスであることが分かった。
ピッカリングの計算によれば、テミスの公転軌道は、軌道傾斜角が黄道面に対して39.1°と大きく、離心率も0.23と大きな長径1,457,000kmの楕円軌道で、公転周期は20.85日であった。さらに、ピッカリングはテミスの直径を61kmと見積もった。
ピッカリングは、1899年には土星の9番目の衛星フェーベを発見しており、1906年には「土星の9番目、10番目の衛星の発見」によってフランスの科学アカデミーからラランド賞を受賞している。
なお、土星の衛星で実際に10番目に発見されたのは、1966年に発見され、1980年に確認されたヤヌスであった。その公転軌道と計算されたテミスの公転軌道は大きく離れている。
また、「テミス」と名づけられた小惑星「（24）テミス」も存在する。
以前にも、ヘルマン・ゴルトシュミットがタイタンとヒペリオンの間に9番目の衛星を発見し、ギリシア神話に登場する半人半馬の賢者ケイロンにちなんで「キロン」と命名したことがあった。この発見も誤りであり、キロンの名は土星と天王星の間を巡る軌道にある小惑星のキロンに付けられている。